# بيلار أليغريا
بيلار أليغريا (من مواليد 1 نوفمبر 1977) سياسية من حزب العمال الاشتراكي الإسباني، وكانت وزيرة للتعليم والتدريب المهني منذ 12 يوليو 2021.
حصلت أليغريا على درجة الماجستير في التعليم الابتدائي وعملت مع وزارة التعليم والثقافة والرياضة في حكومة أراغون. في عام 2008 دخلت السياسة الوطنية عندما تم انتخابها في البرلمان الوطني الإسباني كنائبة لمقاطعة سرقسطة كمرشحة المركز الثاني على قائمة حزب العمال الاشتراكي.